# Svenne Poulsen
 Der er for få eller ingen kildehenvisninger i denne artikel, hvilket er et problem. Du kan hjælpe ved at angive troværdige kilder til de påstande, som fremføres i artiklen.

Svenne Poulsen (født 11. november 1980) er en dansk professionel midtbanespiller i fodbold, der spiller for Vorup FB. Poulsen blev første gang bemærket, da han spillede for Randers FC i den danske 1. division, og han forlænget sin kontrakt i maj 2003. Han hjalp Randers FC med at rykke op i Superligaen. I sæsonen 2004/2005 scorede han 3 mål i 23 kampe. I 2005 skiftede han til FC Midtjylland hvor han scorede 1 mål i 14 kampe i sæsonen 2005/2006. I sommeren 2005 skiftede han til AGF og var med da AGF røg ned i 1. division. Poulsens kontrakt med AGF udløb i sommeren 2007 hvorefter han kom til Hobro IK.